# Club Natación Castalia Castellón
Club Natación Castalia Castellón es un club deportivo fundado en 1992, en Castellón de la Plana tras la fusión de Club Natación Castalia y el Club Natación Castellón.

## Historia
La historia del Club Natación Castalia Castellón se remonta hasta el año 1981. Tras 11 años de conocida trayectoria deportiva, en el año 1992, se fusionan el Club Natación Castalia y el Club Natación Castellón, naciendo a partir de entonces el club, y siendo entonces cuando despega definitivamente el nivel deportivo del equipo tanto en el ámbito Autonómico como Nacional.
A partir del año 1992, y temporada tras temporada, somos líderes en la Comunidad Valenciana (según tabla FENACAV) y nos hemos codeado con grandes clubs del ámbito estatal durante muchos años. Actualmente nuestro equipo masculino milita en la Primera División de la Liga Nacional de Clubs y nuestro equipo femenino en la de Segunda División.
El Club Natación Castalia Castellón, es la cuna de muchos de los componentes de la Selección Valenciana, aportando también nadadores a la Selección Nacional, y teniendo entre nosotros a grandes campeones que han participado en el Campeonato del Mundo y Olimpiadas, citando entre otros a Juan Carlos Vallejo, José Luis Ballester Rubert, David Ortega, Moisés Negrón, etc.
El Club tiene creadas distintas secciones, como son:
- Natación: Formada por un total de 150 nadadores en competición en sus diferentes categorías, y aproximadamente 220 nadadores en la escuela de nuestro club.
- Natación máster: Esta sección, de reciente creación, es una posibilidad para aquellos que ya no practican la natación al máximo nivel, o para aquellos que siempre han querido acercarse al mundo de la competición, y nunca han tenido la oportunidad.